# Lucjusz Kupferwasser
Lucjusz Apolinary Kupferwasser (ur. 11 lutego 1888, zm. 1983) – polski aktywista społeczny w Stanach Zjednoczonych, a także jeden z założycieli Instytutu Józefa Piłsudskiego w Ameryce.

## Biografia[1][2]
Urodził się 11 lutego 1888 r. w Lublinie, syn Antoniego i Zofii z Tuszowskich. Za udział w strajku szkolnym w 1905 r. został relegowany ze szkoły. W wieku 18 lat Kupferwasser zaczął pracować jako pomocnik maszynisty w kolejach w Kowlu. Zagrożony wcieleniem do wojska rosyjskiego do służby kolejowej, wyemigrował w 1910 r. do USA, gdzie początkowo osiedlił się w Cleveland (Ohio).
Włączył się do działalności Związku Narodowego Polskiego i Komitetu Obrony Narodowej (KON) (w tym ostatnim był sekretarzem finansowym). Po przystąpieniu Stanów Zjednoczonych do I wojny światowej zgłosił się w roku 1917 jako ochotnik do armii amerykańskiej, w której służył jako mechanik lotniczy. Na froncie zachodnim uległ silnemu zatruciu gazami bojowymi. Po powrocie do USA mieszkał w Cleveland, Detroit, a od 1935 r. w Chicago. Działał w Lidze Morskiej i Kolonialnej oraz Radzie Polonii Amerykańskiej. Za działalność w KON otrzymał w 1931 roku od Marszałka Józefa Piłsudskiego Krzyż Legionowy.
Po wybuchu II wojny światowej był jednym z inicjatorów utworzenia Komitetu Narodowego Amerykanów Polskiego Pochodzenia (od 1945 r. piastował urząd jednego z dyrektorów). W lipcu 1943 r. był współzałożycielem Instytutu Piłsudskiego, a od października 1944 r. członkiem Rady Instytutu. W 1978 r. został Członkiem Honorowym Instytutu. Należał do najofiarniejszych członków Instytutu, wielokrotnie wspomagając go poważnymi donacjami. W 1957 roku został odznaczony przez premiera Antoniego Pająka Krzyżem Kawalerskim orderu Polonia Restituta. Zmarł w 1983 r. w Chicago.